# Peter S. Beagle
Peter Soyer Beagle, född 20 april 1939 i New York, är en amerikansk mångsidig författare.
Han skrev sin första roman A Fine and Private Place vid nitton års ålder. Han är mest känd för The Last Unicorn, som på svenska är översatt till Sagan om enhörningen. Den omnämns ofta som en av världens tio bästa fantasy-romaner. Det finns även en filmatisering av den från 1982. Två av hans andra böcker A Fine and Private Place och I See By My Outfit ses som två moderna klassiker.
Han skrev manus till ett avsnitt till TV-serien Star Trek: The Next Generation, som hette "Sarek". Han skrev filmmanuset till den animerade versionen av Sagan om ringen som kom ut 1978. Det var denna film som då inspirerade den då tonåriga Peter Jackson att läsa J.R.R. Tolkien.
Endast verket Sagan om enhörningen (The Last Unicorn), 1968 finns översatt på svenska

## Böcker
- A Fine and Private Place, 1960 (roman)
- I See By My Outfit: Cross-Country by Scooter, an Adventure, 1965 (facklitteratur)
- Sagan om enhörningen (The Last Unicorn), 1968 (roman)
- The California Feeling, 1969 (tillsammans med fotografen Michael Bry, facklitteratur)
- Lila the Werewolf, 1974 (novelett)
- American Denim, 1975 (konstbok)
- The Lady and Her Tiger, 1976 (tillsammans med Pat Derby, facklitteratur)
- The Fantasy Worlds of Peter S. Beagle, 1978 (omnibus-version som innehåller A Fine and Private Place, The Last Unicorn, "Come Lady Death," och "Lila the Werewolf")
- The Garden of Earthly Delights, 1982 (konstbok)
- The Folk of the Air, 1986 (roman, som för närvarande är under bearbetning för att släppas på nytt)
- The Innkeeper's Song, 1993 (roman)
- In the Presence of the Elephants, 1995 (fotobok)
- Peter S. Beagle's Immortal Unicorn, 1995 (medarbetare, antologi till ett originalverk)
- Peter S. Beagle's Immortal Unicorn 2, 1995 (medarbetare, antologi till ett originalverk)
- The Unicorn Sonata, 1996 (en ungdomsroman, denna är för närvarande under bearbetning för att släppas i en serie av fyra.)
- Giant Bones, 1997 (samling av originalverk som tar plats i samma värld som i The Innkeeper's Song)
- The Rhinoceros Who Quoted Nietzsche and Other Odd Acquaintances, 1997 (en samling av fiktionära och icke-fiktionära uppsatser)
- The Magician of Karakosk and Other Stories, 1999 (foreign edition title for Giant Bones collection)
- Tamsin, 1999 (roman)
- A Dance for Emilia, 2000 (inbunden version av en novell)
- The Line Between, 2006 (novellsamling)
- Your Friendly Neighborhood Magician: Songs and Early Poems, 2006 (limited edition skillingtrycks-samling med sångtexter och poesi)
- The Last Unicorn: The Lost Version, 2007 (en limited collector's edition som endast trycks i 1000 upplagor av Subterranean Press)

## Ljudböcker
- The Last Unicorn, 1990 (endast kassett och läst av författaren)
- A Fine and Private Place, 2002 (CD & kassett, läst av författaren)
- Giant Bones, 2002 (CD & kassett, läst av författaren)
- Tamsin, 2002 (CD & kassett, läst av författaren)
- The Last Unicorn, 2005 (CD & nedladdningsbar, läst av författaren, med originalmusik av Jeff Slingluff)

## Manus
- Ung seglare jorden runt (The Dove), 1974
- The Greatest Thing That Almost Happened, 1977
- Sagan om ringen (The Lord of the Rings), 1978
- Den sista enhörningen (The Last Unicorn), 1982
- "Sarek" (för Star Trek: The Next Generation), 1990
- A Whale of a Tale (pilotavsnitt till TV-versionen av Den lilla sjöjungfrun), 1992
- Camelot, 1996
- A Tale of Egypt, 1996